# Rhodometra participata
Rhodometra participata är en fjärilsart som beskrevs av Walker 1862. Rhodometra participata ingår i släktet Rhodometra och familjen mätare. Inga underarter finns listade.